# Antena de Cuadro
La antena de cuadro debe su nombre a su forma.
Es una antena direccional, por lo que da una mayor rendimiento si está orientada hacia el emisor/receptor. Es especialmente apropiada para la banda de onda media.
Técnicamente, se trata de un dipolo plegado en una forma cuadrada.